# Grean

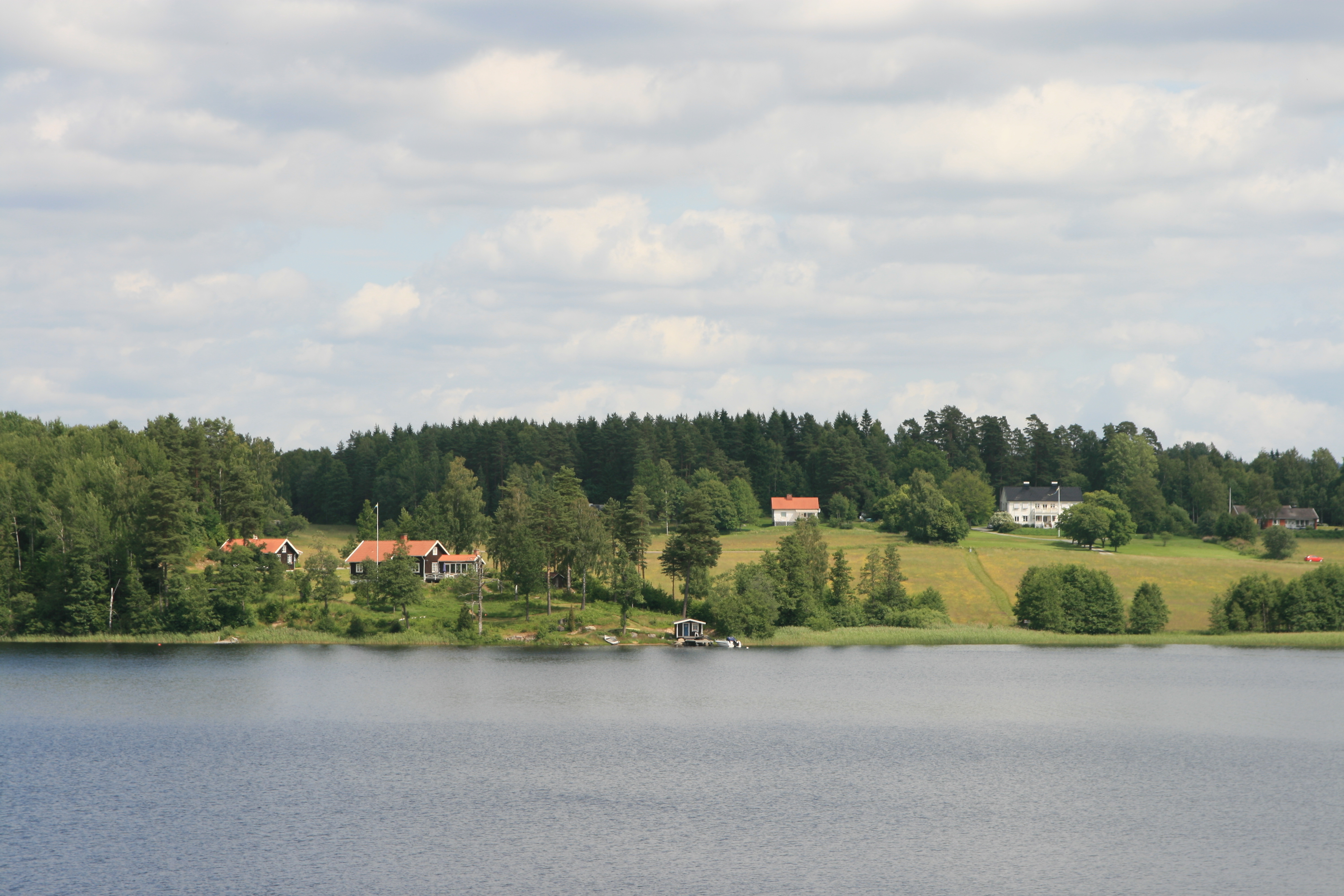
Sjön Ärtingen med f.d. prästgården (vita huset)

Grean är ett landområde och näs mellan Lelång och Ätringen som ligger nordväst om Bengtsfors i Bengtsfors kommun.  
Grean  delas upp i Norra och Södra Grean. Grean har mest fast boende längs sjön Lelången, och omfattande fritidshusbebyggelse mest längs Ärtingens stränder. I området ligger även en bad- och campinganläggning. Området har både öppna fält med visst jordbruk och skogsområden, och är relativt kuperat.